# 부여 안동권씨 및 예천임씨 정려
안동권씨 화천군파 안동권씨 및 예천임씨 정려각은 충청남도 부여군 부여읍에 있다. 2016년 12월 31일 부여군의 향토문화유산 제131호로 지정되었다
부여시의 안동권씨 및 예천임씨 정려는 충청남도 부여군 부여읍 정동리 산21-1에 있다. 2016년 12월 31일 부여군의 향토문화유산 제131호로 지정되었다
안동권씨 10세 시중공파(권인가)의 후손인 20세 권감을 중시조로한 지파를 화천군파라하니 그후손인 제천의 한수재선생은 송시열의 수제자로, 권상유 .권혁은 부자가 대를 이어 이조판서로, 권돈인은 영의정으로 큰 인물이 많이 배출된 사대부 명문거족이다. 21세손 감찰공 권만형은 당시 학자로서 관리로서 추앙받는 사숙제 강희맹의 사위가 되어 재산을 상속받았으니 강희맹의 묘소가 위치한 시흥땅 광덕산 월대봉의 임야 등 약 12만제곱미터의 땅을 종중이 관리해 오고있다. 조선 초기의 농학자 사숙재 강희맹이 중국 연당에서 연꽃씨를 가져와서 심은 최초의 연 재배지 관곡지 직곳(곶)재실을 비롯하여 금산 두곡리 두곡재실. 제천시 신동 문암영당,제천시 한수면 송계리 황강영당(충북기념물 제18호)은 특히 유명하다. 성리학의 대가 율곡이이의 기호학파는 우암송시열이 이어받아 발전시켰는데 그의 수제자인 좌의정 한수재선생(권상하)은 스승의 사사로 벼슬을 버리고 숙종이 영의정을 제수하였으나 관직에 나아가지 않았다. 산수 좋은 제천으로 이거하여 황강서원에서 강문팔학사 등 108명의 제자를 훈학하며 성리학의 꽃을 피웠다. 단양 제천의 문향으로 추앙받는 옥소권섭 선생은 송시열의 기사환국으로 그의 사사를 슬퍼하며 벼슬을 접고 전국을 탐승, 영월 삼척을 노래한 영삼별곡은 조선후기의 가사로 유명하며, 특히 한시.서화에 능해 최근 제천시에서 시비를, 단양시에서 흉상을 건립하기도 하였다. 
화천군파 인물중 25세손 권이길, 권정길, 권임길 삼형제는 1618년 무과에 급제하였는데 권이길 장군은 1627년 정묘호란 때 평양판관에 제수되어 즉시임지로 달려가니 부인 예천임씨는 필경 전사할 것을 예감하고 흉복에 붉은 안감을 대고 망포에 흰말총으로 띠를 넣어 표식하였다. 공이 전장에 이르러 군사를 독려하며 분전하다가 호군의 세에 밀려 평양성 보통문에 이르러 순직하니 향년이 겨우 40세였다. 부인이 남복하고 전장으로 가서 공의 시신을 찾아 선산(시흥시 산현리)에 반장후 공을 따라 순절하였다. 인조가 치제하고 병조참의에 추증하였다.  후에 숙종이 공을 충신으로 순조때 부인을 열녀로 정려하여 정려각을 건립하였다. 이후 후손들은 1972년 안산(시흥)에서 외가가 있던 부여읍 정동리산21-1로 이건하였다. 
이후 1636년 병자호란때 종제인 권정길장군과 권임길장군도 유명하다. 권임길장군은 용인 험천전투에서 순직하였다. 
또한 권정길 장군은 원주영장에서 강원방어사에 제수되어 1000명의 용병을 모아 강원도 근왕병 선봉장으로 검단산에서 청군의 진지를 공격하여 승리하고 전리품을 챙기는 등 용맹스럽게 7일간 분전하였으나 양평의 김자점 도원수의 지원이 없어, 물자부족으로 퇴각하다 청의 복병을 만나 패퇴하여 군관 십여명만이 남한산성에 입성하여 패전을 알렸다고한다. 비록 남한산성의 인조임금 구출에 실패했으나 첫 전투에서 당시 막강한 기병대의 청나라 군대에 맞서 용감히 싸웠다. 후에 원사일등 녹훈에 올랐고 강원도병마절도사를 맡아 군사력 강화에 힘썼다. 사후 공조판서에 추증되었다.
전란에 휩싸인 조선을 목숨바쳐 지켜낸 권이길장군, 권임길장군, 권정길장군은 안동권씨 화천군파의 자랑스러운 장군들이다.  
< 글: 안동권씨 화천군 15대손 권영락 대구에서 삼가 작성합니다. >